# サムソン・キトゥール
サムソン・キトゥール（Samson Kitur, 1966年2月25日 ‐ 2003年4月25日）は、ケニア・モイベン出身で短距離走が専門の元陸上競技選手。400mの自己ベストは44秒18のケニア記録保持者。1992年バルセロナオリンピック男子400mの銅メダリストである。2003年に37歳で急死した。
長距離王国ケニアが生んだ世界レベルのロングスプリンター。400mでは1991年セビリア世界室内選手権で銀メダル、1992年バルセロナオリンピックと1993年シュトゥットガルト世界選手権で銅メダルを獲得し、4×400mリレーでは1993年シュトゥットガルト世界選手権でアンカーを務めて銀メダルを獲得した。世界大会では金メダルを獲得することができなかったが、コモンウェルスゲームズ、アフリカ競技大会、アフリカ選手権といった主要国際大会では金メダルを獲得した。

## 経歴
1991年3月、セビリア世界室内選手権の男子400mに出場すると、準決勝を46秒43のケニア記録（当時）で突破し、決勝でも46秒21のケニア記録（当時）を樹立したが、優勝したデボン・モリスとは0秒04差の2位で惜しくも金メダルは逃した。しかし、これは世界室内選手権の400mにおいてアフリカ勢が獲得した初のメダルであり、世界室内選手権の短距離種目においてケニア勢が獲得した初のメダルでもあった。
1992年8月、バルセロナオリンピックの男子400mに出場すると、準決勝を44秒18のケニア記録で突破。決勝では準決勝のタイムに迫る44秒24をマークし、クインシー・ワッツ（43秒50）、スティーブ・ルイス（44秒21）に次いで銅メダルを獲得した。オリンピックの400mにおけるケニア勢のメダル獲得は、1972年ミュンヘンオリンピックで銅メダルを獲得したジュリアス・サング（男子）以来、史上2人目の快挙だった。
1993年8月、シュトゥットガルト世界選手権に出場すると、男子400m準決勝で44秒34をマークし、同じ組のマイケル・ジョンソンに先着する全体トップのタイムで決勝に進出した。決勝では44秒54とタイムを落とし、マイケル・ジョンソン（43秒65）、ブッチ・レイノルズ（44秒13）に次いで銅メダルに終わった。これは1987年ローマ大会で銀メダルを獲得したイノセント・エグブニケ以来、世界選手権の400mにおいてアフリカ勢が獲得した2つ目のメダルであり、世界選手権の短距離種目においてケニア勢が獲得した初のメダルでもあった。男子4×400mリレーではケニアチームのアンカーを務めると、決勝では2分59秒82をマークしての2位に貢献。2分54秒29の世界記録で優勝したアメリカには大差をつけられたものの、世界選手権の4×400mリレーにおけるアフリカ勢初のメダルを獲得した。
1995年8月、ヨーテボリ世界選手権に出場すると、男子400mで2大会連続の決勝に進出した。2大会連続のメダルがかかった決勝では44秒71をマークするも、マイケル・ジョンソン（43秒39）、ブッチ・レイノルズ（44秒22）、グレッグ・ホートン（44秒56）に次ぐ4位でメダルを逃した。男子4×400mリレーではケニアチームの1走を務めると、予選を3分00秒81の組1着（全体4位）で突破。2大会連続のメダルがかかった決勝だったが、ケニア代表は決勝を棄権した。理由は決勝のアンカーを誰にするかで話し合いがまとまらなかったからだという。
2003年4月25日、自宅で病死。37歳没。

## 家族
2人の兄も世界大会に出場経験を持つ陸上一家。7歳年上のシモン・キトゥールは1984年ロサンゼルスオリンピックと1988年ソウルオリンピックの400mハードルセミファイナリスト。4歳年上のデイヴィッド・キトゥールは1987年ローマ世界選手権の400mと4×400mリレーのファイナリストである。1992年バルセロナオリンピック4×400mリレー予選では、デイヴィッドが1走、サムソンが2走を務めて2分59秒63のケニア記録を樹立している。

## 自己ベスト
| 種目        | 記録   | 年月日        | 場所       | 備考                       |
| ----------- | ------ | ------------- | ---------- | -------------------------- |
| 400m        | 44秒18 | 1992年8月3日  | バルセロナ | アフリカ歴代5位 ケニア記録 |
| 400m (室内) | 46秒21 | 1991年3月10日 | セビリア   | 元ケニア記録               |

## 主要大会成績
備考欄の記録は当時のもの
| 年   | 大会                        | 場所               | 種目    | 結果   | 記録            | 備考                      |
| ---- | --------------------------- | ------------------ | ------- | ------ | --------------- | ------------------------- |
| 1990 | コモンウェルスゲームズ (en) | オークランド       | 400m    | 2位    | 44秒88          |                           |
| 1990 | コモンウェルスゲームズ (en) | オークランド       | 4x400mR | 優勝   | 3分02秒48 (2走) |                           |
| 1990 | アフリカ選手権 (en)         | カイロ             | 400m    | 優勝   | 45秒15          |                           |
| 1991 | 世界室内選手権              | セビリア           | 400m    | 2位    | 46秒21          |                           |
| 1991 | 世界選手権                  | 東京               | 400m    | 準決勝 | 46秒07          |                           |
| 1991 | 世界選手権                  | 東京               | 4x400mR | 5位    | 3分00秒34 (1走) |                           |
| 1991 | アフリカ競技大会 (en)       | カイロ             | 400m    | 優勝   | 45秒40          |                           |
| 1991 | アフリカ競技大会 (en)       | カイロ             | 4x400mR | 優勝   | 3分03秒14 (4走) |                           |
| 1992 | オリンピック                | バルセロナ         | 400m    | 3位    | 44秒24          | 準決勝44秒18：ケニア記録  |
| 1992 | オリンピック                | バルセロナ         | 4x400mR | 決勝   | DNF (1走)       | 予選2分59秒63：ケニア記録 |
| 1993 | 世界選手権                  | シュトゥットガルト | 400m    | 3位    | 44秒54          |                           |
| 1993 | 世界選手権                  | シュトゥットガルト | 4x400mR | 2位    | 2分59秒82 (4走) |                           |
| 1993 | グランプリファイナル        | ロンドン           | 400m    | 4位    | 45秒13          |                           |
| 1994 | グランプリファイナル        | パリ               | 400m    | 3位    | 45秒37          |                           |
| 1994 | ワールドカップ (en)         | ロンドン           | 400m    | 6位    | 45秒98          | アフリカ代表              |
| 1994 | ワールドカップ (en)         | ロンドン           | 4x400mR | 2位    | 3分02秒66 (3走) | アフリカ代表              |
| 1995 | 世界選手権                  | ヨーテボリ         | 400m    | 4位    | 44秒71          |                           |
| 1995 | 世界選手権                  | ヨーテボリ         | 4x400mR | 決勝   | DNS             |                           |
| 1995 | アフリカ競技大会 (en)       | ハラレ             | 400m    | 優勝   | 44秒36          |                           |
| 1996 | オリンピック                | アトランタ         | 400m    | 準決勝 | 45秒17          |                           |
| 1996 | オリンピック                | アトランタ         | 4x400mR | 決勝   | DNS             |                           |